# Hódmezővásárhely politikai élete
Hódmezővásárhely politikai élete

## Városvezetők

### Polgármesterek 1950 előtt
- Szabó Mihály: 1849. március 3. – 1849. július vége
- Toronyi József: 1849. augusztus – 1850.április 3.
- Keresztes László: 1850. április – 1853. november 18.
- Bartha Sándor: 1853. november – 1856. május 26.
- Beszedics Antal: 1856. június 2. – 1860. január
- Budai Márton (ideiglenes): 1860. január – 1860. október
- Kovács Károly: 1860. november 4. – 1861. december
- Fekete Mihály: 1862. január – 1864
- Balogi Soma főbíró: 1864–1869
- Pokomándy István: 1870. április 6. – 1876. december
- Ábray Károly: 1876. december 12. – 1884. október 31.
- Kristó Lajos: 1884. december 9. – 1892. január 20.
- Baksa Lajos: 1892. január 20. – 1898. január 20.
- Dr. Juhász Mihály: 1898. január 20. – 1918. szeptember 30.
- Dr. Soós István: 1918. október 26. – 1935. december 31.
- Dr. Endrey Béla: 1936. január 1. – 1944. április 27.
- Dr. Sárkány Gyula: 1944. június 1. – 1944. október 8.
- Kiss Pál: 1944. október 10. – 1947. április 5.
- Tamás Béla: 1947. július 25. – 1948. május 25.
- Oláh Mihály: 1948. május 25. – 1950. október 22.

### Tanácselnökök a tanácsi rendszerben (1950–1990)
- Oláh Mihály: 1950. október 22. – 1954. február
- Bereczki János: 1954. december 6. – 1956. október 27.
- Török István: 1956. október 27. – 1957. június 1.
- Vas Imre: 1957. június 4. – 1961. augusztus 22.
- Bán Rozália: 1961. november 15. – 1965. május 20.
- Sajti Imre: 1965. május 20. – 1974. július 26.
- Dr. Csatordai Antal: 1974. július 26. – 1980. június 8.
- Dr. Csizmadia Sándorné: 1980. június 17. – 1990. szeptember 17.

### Polgármesterek a rendszerváltás (1990) óta
| Időszak   | Név                           | Jelölő szervezet(ek)                                   | Megjegyzés                                       |
| --------- | ----------------------------- | ------------------------------------------------------ | ------------------------------------------------ |
| 1990–1994 | Dr. Rapcsák András            | ...                                                    |                                                  |
| 1994–1998 | Dr. Rapcsák András            | Polgári Szövetség Hódmezővásárhelyért (PSZH)           |                                                  |
| 1998–2000 | Dr. Rapcsák András            | PSZH-Fidesz-MDF-MKDSZ                                  | a képviselő-testület feloszlatta magát           |
| 2000–2002 | Dr. Rapcsák András            | Fidesz-MKDSZ-Egységes Hódmezővásárhelyért              | Időközi választás                                |
| 2002–2002 | Almási István alpolgármester  | Almási István alpolgármester                           |                                                  |
| 2002–2006 | Lázár János                   | Fidesz                                                 |                                                  |
| 2006–2010 | Lázár János                   | Fidesz-MDF                                             |                                                  |
| 2010–2012 | Lázár János                   | Fidesz                                                 | Összeférhetetlenség miatt hivataláról lemondott. |
| 2012–2014 | Almási István                 | Fidesz-KDNP                                            | Időközi választás: 2012. szeptember 12.          |
| 2014–2017 | Almási István                 | Fidesz-KDNP                                            | Hivatalában elhunyt.                             |
| 2017–2018 | Hegedűs Zoltán alpolgármester | Hegedűs Zoltán alpolgármester                          |                                                  |
| 2018–2019 | Dr. Márki-Zay Péter           | független                                              | Időközi választás: 2018. február 25.             |
| 2019–2024 | Dr. Márki-Zay Péter           | Mindenki Magyarországa – Tiszta Vásárhelyért Egyesület |                                                  |
| 2024–     | Dr. Márki-Zay Péter           | Mindenki Magyarországa Néppárt                         |                                                  |

A városban a rendszerváltás óta eddig három időközi polgármester-választást kellett tartani, 2000-ben, 2012-ben, legutóbb pedig 2018-ban. 2000. december 3-án az időközi polgármester-választás (és egyben képviselő-testületi választás) kiírására az előző képviselő-testület önfeloszlatása miatt volt szükség.  2012. szeptember 2-án azért kellett újból az önkormányzati ciklus félideje táján időközi választást tartani, mert az előző polgármester az év júniusában lemondott posztjáról. 2018. február 25-én pedig az előző városvezető 2017 novemberi halála okán kellett a vásárhelyi lakosoknak újra a szavazóurnákhoz járulniuk.

## Önkormányzati választási eredmények

#### 2010[7]
| Polgármesterjelölt | Párt          | Kapott szavazat | Elért eredmény (%) |
| ------------------ | ------------- | --------------- | ------------------ |
| Lázár János        | Fidesz–KDNP   | 10 521          | 66,69%             |
| Molnár Lászlóné    | Jobbik        | 2008            | 12,73%             |
| Havránek Ferenc    | Zöld Baloldal | 1942            | 12,31%             |
| Kis Andrea         | MSZP          | 1304            | 8,27%              |

- A megválasztott képviselők megoszlása jelölő szervezetek szerint az alábbi:

| Lista | Lista         | Képviselők | Képviselők | Képviselők | Képviselők | Képviselők | Képviselők | Képviselők | Képviselők | Képviselők | Képviselők | Képviselők |
| Lista | Lista         | száma      | megoszlása | megoszlása | megoszlása | megoszlása | megoszlása | megoszlása | megoszlása | megoszlása | megoszlása | megoszlása |
| ----- | ------------- | ---------- | ---------- | ---------- | ---------- | ---------- | ---------- | ---------- | ---------- | ---------- | ---------- | ---------- |
|       | Fidesz-KDNP   | 10         |            |            |            |            |            |            |            |            |            |            |
|       | Jobbik        | 2          |            |            |            |            |            |            |            |            |            |            |
|       | Zöld Baloldal | 1          |            |            |            |            |            |            |            |            |            |            |
|       | MSZP          | 1          |            |            |            |            |            |            |            |            |            |            |

#### 2012 (időközi választás)[15]
| Polgármesterjelölt | Párt        | Kapott szavazat | Elért eredmény (%) |
| ------------------ | ----------- | --------------- | ------------------ |
| Almási István      | Fidesz-KDNP | 6 430           | 52,31%             |
| Kis Andrea         | MSZP        | 2 792           | 22,72%             |
| Kovács Sándor      | Jobbik      | 1 733           | 14,1%              |
| Nagy László        | független   | 1 346           | 10,95%             |

#### 2014
| Képviselő neve           | Párt neve      | Egyéni választókerülete         |
| ------------------------ | -------------- | ------------------------------- |
| Vágó János               | FIDESZ-KDNP    | 01.                             |
| Dr. Kószó Péter Tamás    | FIDESZ-KDNP    | 02.                             |
| Dr. Kovács László Ferenc | FIDESZ-KDNP    | 03.                             |
| Fekete Ferenc            | FIDESZ-KDNP    | 04.                             |
| Dr. Grezsa István        | FIDESZ-KDNP    | 05.                             |
| Cseri Tamás János        | FIDESZ-KDNP    | 06.                             |
| Bálint Gabriella         | FIDESZ-KDNP    | 07.                             |
| Molnárné Kecskeméti Rita | FIDESZ-KDNP    | 08.                             |
| Hegedűs Zoltán           | FIDESZ-KDNP    | 09.                             |
| Benkő Zsolt              | FIDESZ-KDNP    | 10.                             |
| Dr. Szabó Pál            | JOBBIK         | Kompenzációs listáról jutott be |
| Kis Andrea               | MSZP-DK-EGYÜTT | Kompenzációs listáról jutott be |
| Molnár László Vilmosné   | JOBBIK         | Kompenzációs listáról jutott be |
| Nagy Ernő                | MSZP-DK-EGYÜTT | Kompenzációs listáról jutott be |

#### 2018 (időközi választás)
Almási István hivatalban lévő polgármester 2017. november 20-án elhunyt, emiatt 2018. február 25-én ismét időközi polgármester-választást kellett tartani a városban. A 36 700 választópolgárból 22 918 jelent meg az urnák előtt, így a jogosultak 62,45%-a adta le szavazatát. A leadott szavazatok közül 22 745 volt érvényes.
| Polgármesterjelölt  | Párt        | Kapott szavazat | Elért eredmény (%) |
| ------------------- | ----------- | --------------- | ------------------ |
| Dr. Márki-Zay Péter | Független   | 13 076          | 57,49%             |
| Hegedűs Zoltán      | Fidesz-KDNP | 9 468           | 41,63%             |
| Dr. Hernádi Gyula   | Független   | 201             | 0,88%              |

#### 2019
| Polgármesterjelölt  | Párt                                                 | Kapott szavazat | Elért eredmény (%) |
| ------------------- | ---------------------------------------------------- | --------------- | ------------------ |
| Dr. Márki-Zay Péter | Mindenki Magyarországa-Tiszta Vásárhelyért Egyesület | 13 468          | 57,3%              |
| Grezsa István       | független (Fidesz-KDNP támogatással)                 | 10 042          | 42,7%              |

## 2020-as évek
A várost megosztja Márki-Zay Péter és a Fideszt képviselő Lázár János küzdelme.
2024 júniusában önkormányzati választást tartanak.